# Bataille de l'eau lourde

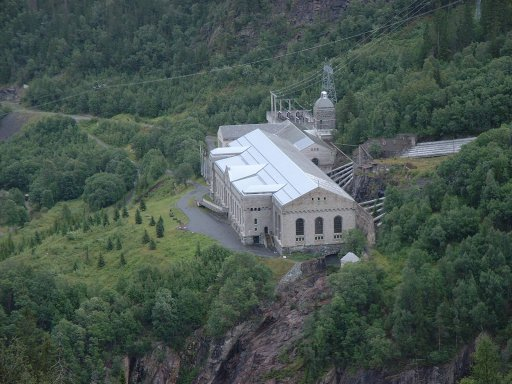
L'usine hydroélectrique de Vemork dans les années 2000. L'eau lourde était produite dans un bâtiment aujourd'hui détruit, qui était situé devant le bâtiment actuel.

Le terme « bataille de l'eau lourde » désigne cinq opérations militaires successives menées par les Alliés durant la Seconde Guerre mondiale afin de détruire une usine productrice d'eau lourde en Norvège, dans le cadre de la course à la bombe.

## Opérations

### Opération française
En février 1940, Frédéric Joliot-Curie et Lew Kowarski, codétenteurs du brevet portant sur la bombe A, sont prêts pour une expérience décisive. La France détient alors un stock d'uranium obtenu dès 1939 par Joliot, mais elle ne possède que quelques grammes d'eau lourde (oxyde de deutérium), indispensable en grande quantité pour jouer le rôle de « ralentisseur » dans l'expérience que les deux savants ont mise au point.
Or, dès 1934, la société norvégienne Norsk Hydro avait réussi à fabriquer dans son usine hydro-électrique de Vemork (commune de Tinn, comté de Telemark), située à 120 km à l'ouest d'Oslo, dans la Norvège encore neutre, 185 kg de ce précieux liquide. Cela constitue l'unique stock mondial.
À la veille de l’invasion de la Norvège par les Allemands, Raoul Dautry, ministre français de l'Armement confie alors au Deuxième Bureau la très délicate mission de prendre les Allemands de vitesse et de rapatrier ce stock norvégien.
Au début du mois de mars, le commandant Perruche, chef du service des Renseignements, envoie d'abord un officier de réserve du service des Poudres, Jacques Allier, pour négocier l'achat du stock auprès de la Société d'azote norvégienne. Cette dernière, farouchement opposée aux Allemands, cède gratuitement — en prêt — l'intégralité de l'eau lourde (encore utilisée au Canada, elle sera payée après la guerre). Trois agents sont alors dépêchés en hâte à la légation française de Stockholm : le capitaine Muller, le lieutenant Knall-Demars et le lieutenant Fernand Mossé.
Ils ont la mission difficile de déjouer la surveillance des services de renseignements allemands déjà sur place et de rapatrier ce stock le plus discrètement et le plus rapidement possible, alors que toutes les voies de communication sont contrôlées par les Allemands et que chaque liste de passagers est scrupuleusement surveillée. Le stock est convoyé par avion vers la France via l'Écosse, fin mars 1940, deux semaines avant l'invasion de la Norvège, le 9 avril, par les troupes allemandes. D'abord stockée dans les caves du Collège de France, l'eau lourde est transférée dès le 17 mai en la salle forte de la Banque de France à Clermont-Ferrand. Le 24 mai, elle trouve un refuge plus pérenne au niveau de la maison centrale de Riom, centre pénitentiaire propriété de l'état et donc sécurisé. L'eau lourde y demeure « en cellule » jusqu'au 16 juin (depuis 2023, les portes de la cellule ayant abrité le précieux stock sont exposées à Riom, dans le cloître de l'ancienne prison).
Le 18 juin 1940, le conseil des ministres délibère en présence du maréchal Pétain et du général Weygand quant au sort de l'eau lourde en France. Jean Bichelonne, fonctionnaire et plus tard ministre de Pétain, signe l'ordre de mission des savants chargés de transférer l'eau lourde hors de France. Le 19 juin 1940, l'eau lourde est transférée de Bordeaux vers le Royaume-Uni à bord du navire britannique Broompark (en) par Halban et Kowarski, scientifiques du Collège de France. Cet évènement marque l'un des tout premiers actes de résistance de l'administration française. Jean Bichelonne sera arrêté en conséquence par les Allemands pendant l'été de 1940.

### Opération anglaise
En février 1942, les Alliés obtiennent des renseignements donnant à penser que les Allemands essayent de mettre au point une bombe atomique. Pour réaliser ce projet, les spécialistes considèrent qu'il est indispensable de disposer d'oxyde de deutérium, plus connu sous le nom d'eau lourde. Il s'avère justement que les Allemands en continuent la production dans l'usine hydro-électrique de Vemork.
Le 19 octobre 1942, quatre parachutistes norvégiens formés par la Special Operations Executive en Écosse rejoignent l'agent local afin de préparer l'arrivée d'un commando britannique constitué d'hommes du génie de la 1re division aéroportée britannique.
Le 19 novembre, deux planeurs tentent un atterrissage dans la zone de l'usine. Le premier (il a rompu son câble) parvient à se poser en détresse. Les survivants seront fusillés par les Allemands, suivant le récent Kommandobefehl d'Adolf Hitler. Le second planeur s'écrase avec son avion remorqueur contre une montagne.
Les Allemands renforcent leur défense. Les quatre parachutistes norvégiens survivants et leur agent local se cachent tout l'hiver dans une hutte.

### Opération norvégienne

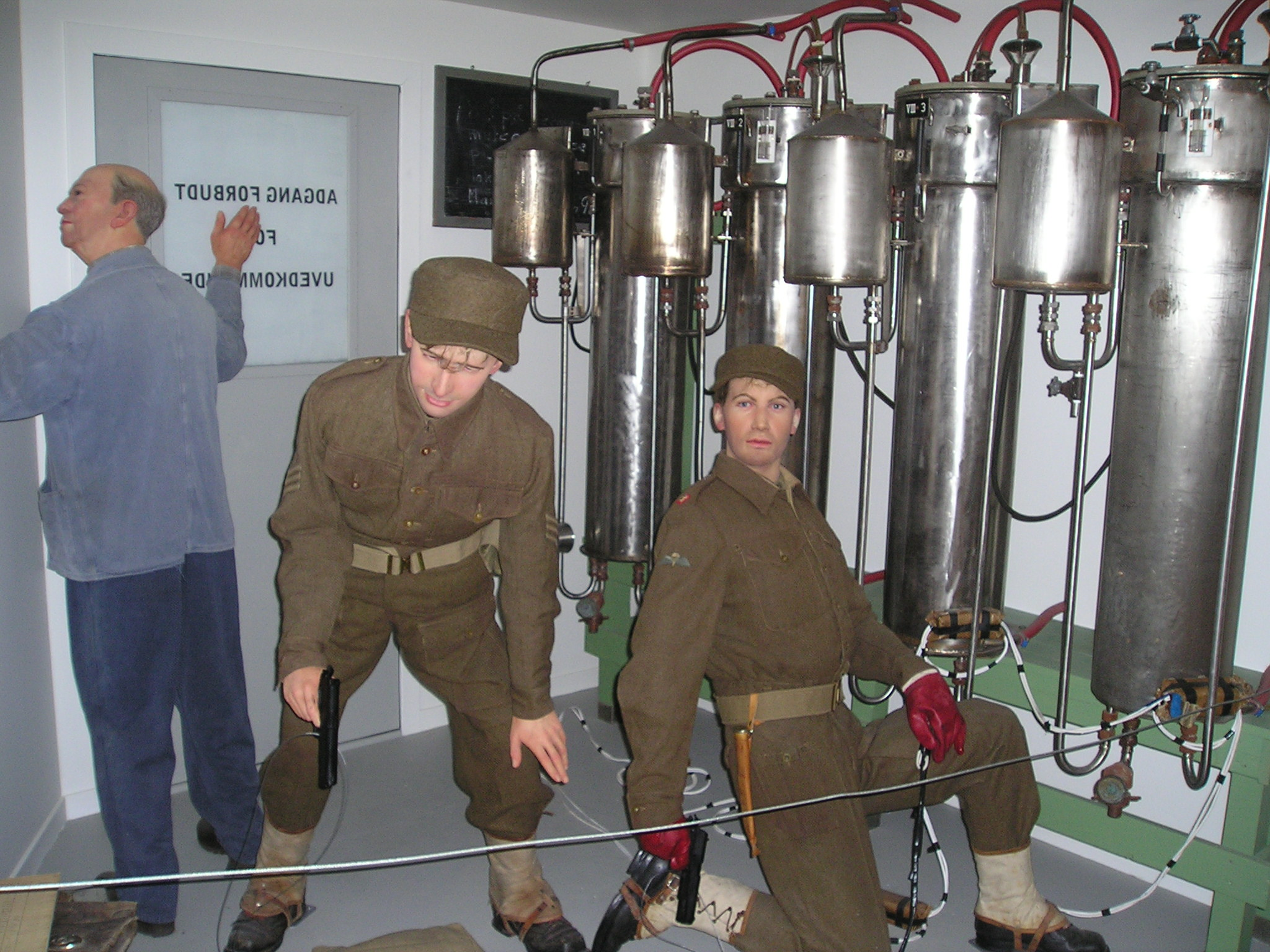
Reconstitution de l'opération Gunnerside en train de poser des explosifs.

En février 1943, six autres parachutistes norvégiens sont largués dans la zone, portant à onze hommes l'effectif du groupe sur place.
Le 27 février, neuf de ces parachutistes parviennent à s'infiltrer en escaladant la montagne et atteignent l'usine. Ils réussissent à placer leurs charges et à détruire des parties vitales de l'usine.

### Opération aérienne
En novembre 1943, la production d'eau lourde, bien que fortement ralentie, a repris. Les Alliés en sont informés et font bombarder l'usine par l'aviation. Le résultat n'est guère probant ; la proximité des montagnes ne facilite pas l'approche des bombardiers. Le raid des bombardiers est un échec et de nombreux morts civils sont à déplorer.

### Opération finale
En février 1944, les Allemands décident de transférer par mer le stock d'eau lourde en Allemagne. Le 20 de ce mois, deux des parachutistes norvégiens restés sur place font sauter le bateau avec son chargement, sur le lac Tinnsjå. 26 membres d'équipage et passagers civils du ferry décèdent dans l'explosion. Les recherches de l'Allemagne pour concevoir la bombe atomique sont définitivement endiguées.

## Agents SOE norvégiens impliqués
Agent infiltré dans l'usine
Einar Skinnarland
Équipe Grouse/Swallow
Jens Anton Poulsson
Arne Kjelstrup
Knut Haugland ; il fait ensuite partie du voyage du Kon-Tiki commandé par le capitaine Thor Heyerdahl en 1947.
Claus Helberg
Équipe Gunnerside
Joachim Rønneberg
Knut Haukelid
Fredrik Kayser
Kasper Idland
Hans Storhaug
Birger Strømsheim
Leif Tronstad, planificateur au Royaume-Uni
Équipe du lac Tinnsjø
Knut Haukelid « Bonzo »
Rolf Sørlie, résistant local
Einar Skinnarland, opérateur radio
Gunnar Syverstad, assistant laboratoire de l'usine
Kjell Nielsen, ingénieur responsable du transport de l'usine
« Larsen », ingénieur usine sénior
Knut Lier-Hansen, qui procura une voiture et un chauffeur.

## Exploration de l'épave du ferry SFHydro
Quasiment 60 ans plus tard, dans le cadre d'un documentaire télévisé, l'épave du ferry SF Hydro a été explorée à l'aide d'un ROV (robot sous-marin). L'épave en elle même étant considérée comme une tombe de guerre, c'est un fût d'eau lourde tombé à quelque distance de la coque qui a pu être remonté intact, et son contenu analysé. Il s'est avéré que ce baril contenait bien de l'eau lourde à faible concentration dans une solution alcaline à pH élevé. Par ailleurs le manifeste de chargement du SF Hydro indique que les fûts contenant l'eau lourde à haute concentration étaient à moitié remplis et ont surnagé. Le contenu de ces fûts est finalement parvenu en Allemagne. Toutefois la quantité totale d'eau lourde transportée lors du naufrage était plus de dix fois inférieure à ce qui aurait été nécessaire pour que les savants allemands (sous la conduite de Werner Heisenberg et Carl von Weiszacker) puissent mener une expérience à grande échelle d'enrichissement de l'uranium débouchant sur une bombe atomique opérationnelle. Les missions alliées d'évaluation scientifique (opération Alsos et opération Paperclip) ont retrouvé à Haigerloch une installation souterraine avec une pile atomique expérimentale d'un modèle très primitif et non fonctionnelle, ce qui tend à indiquer que les savants allemands étaient plus intéressés par les applications de type production d'énergie électrique (utilisable pour les sous-marins atomiques) que par la réalisation d'une bombe atomique.

## Dans la culture
- Le film franco-norvégien La Bataille de l'eau lourde (Jean Dréville et Titus Vibe Muller 1948), docufiction avant la lettre qui relate les évènements au plus près des faits, sans théâtralité. La plupart des protagonistes réels y jouent leur propre rôle, les saboteurs norvégiens mais aussi le savant français Joliot-Curie, ses assistants Hans Halban et Lew Kowarsky, le ministre Raoul Dautry et même l'officier du Contre-espionnage français Jacques Allier qui subtilisa l'eau lourde au nez et à la barbe des espions nazis.
- Le film français Bon Voyage a pour trame historique dans un contexte romanesque le transfert de l'eau lourde en Angleterre à l'Armistice.
- Le jeu Battlefield V consacre une partie de sa campagne Solo à la dernière opération en mettant en scène une femme et sa fille norvégiennes tentant de détruire le stock d'eau lourde avant qu'il ne soit transporté vers l'Allemagne.
- La chanson Saboteurs du groupe de métal suédois Sabaton, sur leur album Coat of Arms, traite de l'opération Gunnerside.
- La série télévisée norvégienne The Heavy Water War : Les Soldats de l'ombre relate cet épisode de la Seconde Guerre mondiale, mettant l'accent sur le rôle de Leif Tronstad dans les opérations de sabotage.
- Le film Les Héros de Télémark de 1965 avec Kirk Douglas et Richard Harris relate cet épisode de la Seconde Guerre Mondiale.
- La cascade de glace dont la sortie se fait à proximité de l'usine de Vemork se nomme Saboterfossen.

### Filmographie
- Jean Dréville, La Bataille de l'eau lourde, 1948.
- Anthony Mann, Les Héros de Télémark, 1965.
- Jean-Paul Rappeneau, Bon Voyage, 2003.
- Duncan Copp, Sawall Andreas, Le Secret englouti de Hitler, documentaire 2004.
- Per-Olav Sørensen (no), Kampen om tungtvannet (Heavy water war, la bataille de l'eau lourde), série 2015.
- Le IIIe Reich n'aura pas la bombe, documentaire de Nicolas Jallot, 2018.